# Canton d'Issoudun-Nord
Le canton d'Issoudun-Nord est une ancienne division administrative française, située dans le département de l'Indre, en région Centre-Val de Loire.
À la suite du redécoupage cantonal de 2014, le canton a été supprimé en mars 2015.
Les communes de La Champenoise, Diou, Lizeray, Paudy, Reuilly, Saint-Aoustrille, Sainte-Lizaigne et Saint-Valentin dépendent désormais du canton de Levroux ; alors que les communes des Bordes, Issoudun, Migny et Saint-Georges-sur-Arnon dépendent désormais du canton d'Issoudun.

## Géographie
Ce canton était organisé autour de la commune d'Issoudun, dans l'arrondissement éponyme. Il se situait dans le nord-est du département.
Son altitude variait de 107 m (Reuilly) à 216 m (La Champenoise).

## Histoire
Le canton fut créé en 1801, sous le nom d' « Issoudun-Levant, ». Ce n'est qu'en 1830, que le canton fut renommé « Issoudun-Nord ».
Il a été supprimé en mars 2015, à la suite du redécoupage cantonal de 2014.

## Administration

### Conseillers généraux de 1833 à 2015
| Période                                  | Période        | Identité                            | Étiquette             | Qualité |
| ---------------------------------------- | -------------- | ----------------------------------- | --------------------- | --- |
| 1833                                     | 1848           | Pierre Heurtault du Metz            | Opposition            | Député de l'Indre (1837-1846) Médecin à Issoudun                                                                                                  |
| 1848                                     | 1870           | René Martin (1792-1885)             | ?                     | Maire de Reuilly Propriétaire |
| 1870                                     | 1871           | Paul Dufour                         | Droite Bonapartiste   | Député de l'Indre (1876-1877 et 1885-1889) Maire du 2e arrondissement de Paris (1865-1870) Notaire                                                |
| 1871                                     | 1877           | Joseph Gachet                       | Républicain           | Médecin et historien à Issoudun |
| 1877                                     | 1878           | Joseph-Ernest Aumerle               | Républicain           | Ancien conseiller d'arrondissement Propriétaire à Issoudun                                                                                        |
| 1878                                     | 1883           | Évariste Thévenin                   | Républicain           | Propriétaire, maire de Saint-Valentin Conseiller d'arrondissement du canton d'Issoudun-Sud                                                        |
| 1883                                     | 1886,          | François Braconnier (1836-1886)     | Républicain           | Propriétaire à Issoudun Employé aux chemins de fer Nommé receveur-buraliste à Périgueux                                                           |
| 1886                                     | 1889           | Alexandre Lecherbonnier (1823-1899) | ?                     | Maire d'Issoudun (1876-1877, 1877-1879, 1880-1888)                                                                                                |
| 1889                                     | 1889,          | Georges Boulanger                   | Boulangiste           | Ministre de la Guerre (1886) Député du Gard (1888-1889)                                                                                           |
| 1889                                     | 1907           | Jacques Dufour-Moncharmon           | POF                   | Député de l'Indre (1898-1913) Maire d'Issoudun (1892-1899 et 1904-1908) Négociant                                                                 |
| 1907                                     | 1913           | Jules Auguste Devaux-Abriou         | Socialiste blanquiste | Conseiller municipal d'Issoudun de 1896 à 1904 Conseiller d'arrondissement de 1904 à 1907 Vigneron puis tonnelier (artisan)                       |
| 1913                                     | 1933           | Fernand Chaput                      | RG et Radical         | Vétérinaire à Issoudun |
| 1933                                     | 1940           | François Chasseigne                 | UO puis PUP puis SFIO | Député de l'Indre (1932-1942) Journaliste |
|                                          |                |                                     |                       | |
| 1942                                     | 1945           | René Caillaud                       | ?                     | Adjoint au maire d'Issoudun Nommé Conseiller départemental en 1942                                                                                |
|                                          |                |                                     |                       | |
| 1945                                     | 1949           | Jean-Baptiste Joly                  | SFIO                  | Ancien mineur dans le Pas-de-Calais Premier adjoint au maire d'Issoudun                                                                           |
| 1949                                     | septembre 1973 | René Caillaud                       | Radical               | Sénateur de l'Indre (1955-1958) Député de l'Indre (1958-1962) Vice-président du conseil général de l'Indre Maire d'Issoudun (1949-1971) Comptable |
| septembre 1973                           | mars 1985      | Maurice Augendre (1924-1994)        | PS                    | Ancien directeur du centre d'action sociale Adjoint au maire d'Issoudun                                                                           |
| mars 1985                                | mars 1998      | Roger Birtègue                      | DVD                   | Conseiller municipal d'Issoudun Assureur |
| mars 1998                                | mai 2006       | Jean-Pierre Berlot                  | PCF                   | Maire de Reuilly (1979-2006) Cadre à la Mutualité sociale agricole                                                                                |
| mai 2006                                 | mars 2015      | Pascal Pauvrehomme                  | DVD                   | Maire de Sainte-Lizaigne depuis 1995 Professeur de Français, homme de lettres                                                                     |
| Les données manquantes sont à compléter. |                |                                     |                       | |

### Résultats électoraux
- Élections cantonales de 2004 : Jean-Pierre Berlot (PCF) est élu au 2e tour avec 61,38 % des suffrages exprimés, devant Roger Birtegue (UMP) (38,62 %). Le taux de participation est de 68,14 % (6 379 votants sur 9 362 inscrits)[10].
- Élections cantonales de 2011 : Pascal Pauvrehomme (Divers droite) est élu au 2e tour avec 51,25 % des suffrages exprimés, devant Dominique Delpoux (PRG) (48,75 %). Le taux de participation est de 49,64 % (4 714 votants sur 9 497 inscrits)[11].

### Conseillers d'arrondissement (de 1833 à 1940)
Le canton d'Issoudun Nord avait deux conseillers d'arrondissement.
| Période                                  | Période      | Identité                                  | Étiquette             | Qualité |
| ---------------------------------------- | ------------ | ----------------------------------------- | --------------------- | --- |
| 1833                                     | 1848         | Claude Georges Carraud-Gaignault          |                       | Médecin à Issoudun                                                                                          |
| 1833                                     | 1839 (décès) | Claude Fleury Moreau-Bouchage (1774-1839) |                       | Banquier et percepteur à Issoudun                                                                           |
| 1839                                     | 1845         | Claude Pradet                             |                       | Propriétaire à La Ferté, commune de Reuilly                                                                 |
| 1845                                     | 1848         | Charles Cochon de Lapparent               |                       | Avocat, maire d'Issoudun (1840-1846)                                                                        |
|                                          |              |                                           |                       | |
| av.1886                                  |              | M. Sineau                                 | Républicain           | |
| av.1886                                  |              | M. Jamet                                  | Républicain           | |
|                                          |              |                                           |                       | |
|                                          | 1888 (décès) | Guillaume Courant (1819-1888)             | Républicain           | Comptable, conseiller municipal puis adjoint au maire d'Issoudun (1848-1852 et 1871-1888)                   |
| 1904                                     | 1907         | Jules Auguste Devaux-Abriou               | Socialiste blanquiste | Conseiller municipal d'Issoudun de 1896 à 1904 Vigneron puis tonnelier (artisan)                            |
| 1907                                     | 1910         | François Jabouille-Naubron                | Socialiste autonome   | Vigneron |
|                                          |              |                                           |                       | |
| 1919                                     | 1935 (décès) | Octave Martinet (1850-1935)               | SFIO                  | Pharmacien, adjoint au maire d'Issoudun                                                                     |
| 1922                                     | 1935 (décès) | Jules-Alphonse Comelet                    | Droite                | Viticulteur, conseiller municipal d'Issoudun, Président de la Société vigneronne                            |
| 1935                                     | 1940         | Joseph Théveau (1879-1963)                | SFIO                  | Cultivateur à Issoudun                                                                                      |
| 1940                                     |              |                                           |                       | Les conseils d'arrondissement ont été suspendus par la loi du 12 octobre 1940 et n'ont jamais été réactivés |
| Les données manquantes sont à compléter. |              |                                           |                       | |

## Composition
Le canton d'Issoudun-Nord était composé de douze communes, dont une fraction cantonale de la commune d'Issoudun.
- Les Bordes
- La Champenoise
- Diou
- Issoudun
- Lizeray
- Migny
- Paudy
- Reuilly
- Saint-Aoustrille
- Saint-Georges-sur-Arnon
- Sainte-Lizaigne
- Saint-Valentin

## Démographie

### Évolution démographique
| 1990   | 1999   | 2006   | 2012   |
| ------ | ------ | ------ | ------ |
| 10 224 | 12 415 | 12 899 | 12 713 |

### Âge de la population
La pyramide des âges, à savoir la répartition par sexe et âge de la population, du canton d'Issoudun-Nord en 2009 ainsi que, comparativement, celle du département de l'Indre la même année sont représentées avec les graphiques ci-dessous.
La population du canton comporte 49,9 % d'hommes et 50,1 % de femmes. Elle présente en 2009 une structure par grands groupes d'âge similaire à celle de la France métropolitaine.
Il existe en effet 106 jeunes de moins de 20 ans pour cent personnes de plus de 60 ans, soit un indice de jeunesse de 1,06, alors que pour la France cet indice est de 1,06. L'indice de jeunesse du canton est par contre supérieur à celui  du département (0,67) et à celui de la région (0,95).
| Hommes | Classe d’âge | Femmes |
| ------ | ------------ | ------ |
| 0,4    | 90 ans ou +  | 0,7    |
| 6,4    | 75 à 89 ans  | 9,3    |
| 13,9   | 60 à 74 ans  | 15,1   |
| 22,7   | 45 à 59 ans  | 21,4   |
| 22,8   | 30 à 44 ans  | 22,5   |
| 14,0   | 15 à 29 ans  | 13,9   |
| 19,9   | 0 à 14 ans   | 17,2   |

| Hommes | Classe d’âge | Femmes |
| ------ | ------------ | ------ |
| 0,5    | 90 ans ou +  | 1,6    |
| 9,6    | 75 à 89 ans  | 13,8   |
| 17,0   | 60 à 74 ans  | 17,5   |
| 22,1   | 45 à 59 ans  | 20,6   |
| 19,2   | 30 à 44 ans  | 17,8   |
| 15,0   | 15 à 29 ans  | 13,6   |
| 16,6   | 0 à 14 ans   | 15,1   |